# Carlos Villaveces Restrepo
Carlos Villaveces Restrepo (1871- ?) fue un abogado, escritor, académico y economista colombiano, miembro del Partido Conservador Colombiano.
Villaveces fue una autoridad en materia económica y monetaria en Colombia, siendo uno de los defensores de la creación de una junta monetaria independiente del gobierno que hiciera parte del Banco de la República de Colombia. También ocupó el ministerio de fomento de Colombia (hoy de Industria y Comercio) en 1951 durante la presidencia de Laureano Gómez, encargado de marzo a abril de 1952 del ministerio de minas, y titular nuevamente de fomento en 1955 y 1956 durante la dictadura del general Gustavo Rojas Pinilla, de quien fue también ministro de Hacienda desde el inicio de la dictadura hasta 1956.

## Biografía
Durante su estancia en la Junta Directiva del Banco de la República, Villaveces postuló la creación de una Junta Monetaria, que debía ser independiente del gobierno de turno para evitar que, a manera de revancha, el ejecutivo tomara decisiones económicas encaminadas en afectar a la oposición, y tendiendo en cuenta el inestable clima social y político colombiano, no convertir la economía en un arma política o electoral.

### Ministro de Estado (1951-1956)
El 18 de octubre de 1951, fue nombrado ministro de Fomento por el presidente Laureano Gómez  siendo el segundo ministro de dicha cartera, que fue creada por Gómez como reemplazo al ministerio de Industria y Comercio. Villaveces ocupó el cargo hasta el 5 de noviembre de ese año, cuando Gómez sufrió un infarto y solicitó una licencia médica para retirarse.
En marzo de 1952, el designado presidencial Roberto Urdaneta (pariente de su esposa), lo nombró encargado del Ministerio de Minas y Petróleos mientras se legalizaba oficialmente su reestructuración, ocupando el encargo hasta abril de 1952.
El 13 de junio de 1953, el designado fue retirado del cargo por un enfermo Laureano Gómez, quien a su vez sufrió un golpe de Estado por parte del sector ospinista del conservatismo, encabezado por el general Gustavo Rojas Pinilla, quien nombró a Villaveces ministro de Hacienda ese día. Villaveces alternó el ministerio de hacienda con el de fomento, al que regresó el 21 de octubre de 1955. Villaveces abandonó el gobierno militar el 19 de septiembre de 1956.

## Familia

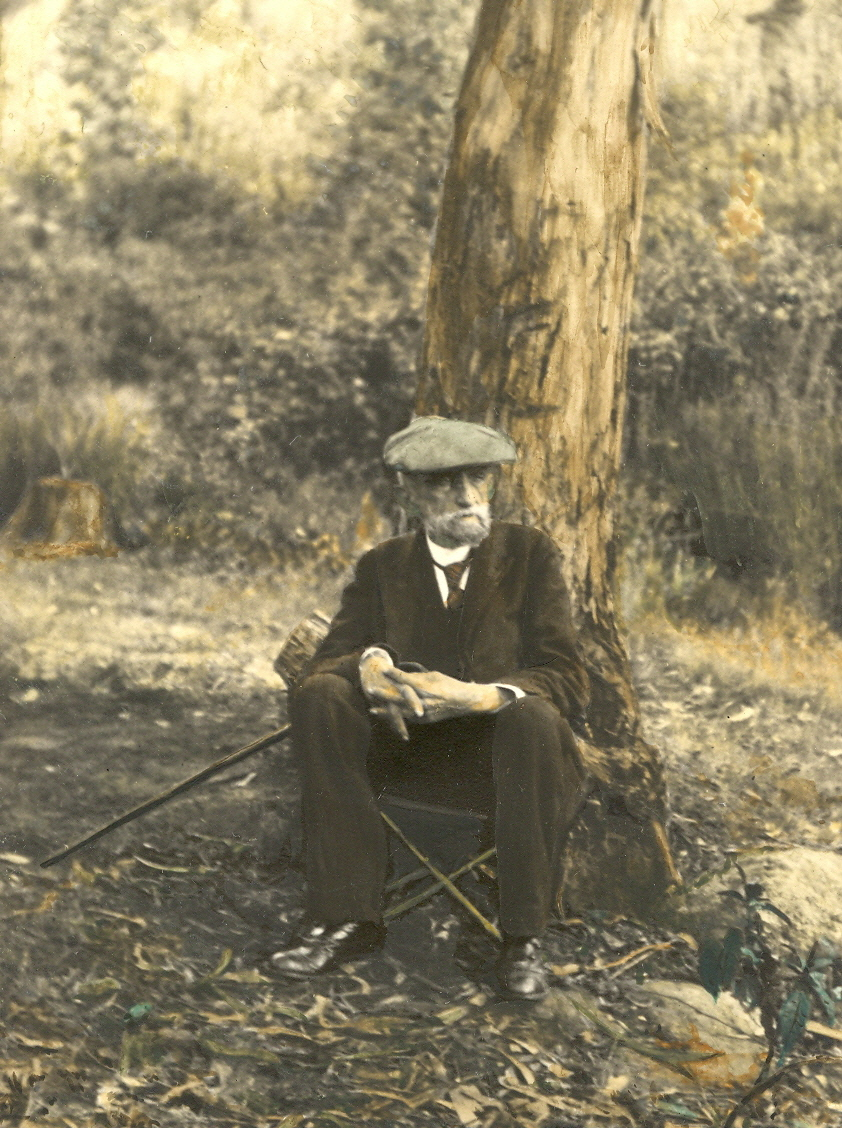
Su padre León Villaveces hacia 1900.

Carlos Villaveces era hijo del litógrafo León Fabián Villaveces Ibáñez y de su segunda esposa, Faustina Restrepo Álvarez, siendo sus hermanos Daniel, Emilio, Antonio y Ana Villaveces Restrepo. Ana fue adoptada por Roberto Silva Rueda y Sofía Fonnegra Uribe, dado que su madre murió accidentalmente el día de su nacimiento, por lo que cambió su nombre a Ana Silva Fonnegra. 
En primeras nupcias, su padre estuvo casado con Martina Emilia Santamaría Ángel, con quien tuvo a Luis, León, Manuel y María Regina Villaveces Santamaría.
Su padre era sobrino nieto de las hermanas Bernardina y Nicolasa Ibáñez, heroínas de la independencia cuyas vidas fueron dramatizadas en la Telenovela de ficción histórica Las Ibáñez. Desde finales del siglo XX, se ha debatido si su familia era descendiente de Antonio Nariño, ya ya que persiste la duda sobre si su bisabuela, María Mercedes Nariño Ortega, era realmente hija del prócer, dado que este se encontraba preso e incomunicado en Cartagena de Indias en la época de su nacimiento. La discusión fue iniciada por la historiadora Carmen Ortega Ricaurte, quien, tras la restauración de un retrato que tradicionalmente se había identificado como Magdalena Ortega de Nariño junto a su hija María Mercedes — parte de la colección del Museo del 20 de Julio —, descubrió la efigie de Jorge Tadeo Lozano en un medallón sostenido por la niña, como si señalara un posible vínculo de parentesco con él.

### Matrimonio y descendencia
Carlos Villaveces contrajo matrimonio con Josefina Urdaneta Valenzuela, con quien tuvo a sus hijos Alberto, Roberto y María del Carmen Villaveces Urdaneta. Su esposa era descendiente del general Francisco Urdaneta, quien era primo del expresidente Rafael Urdaneta Farías, y por lo tanto estaba emparentada con el expresidente Roberto Urdaneta.

## Obras
- Proyecto de reformas a la legislación sobre el Banco de la República (1949).
- Política anticíclica (1949).
- Bancos centrales de emisión (1950).
- Nuevas disposiciones legales y reglamentarias sobre cooperativas.
- Política fiscal y reforma tributaria (1953).
- Economía y fomento (1953).
- Una política económica para el pueblo colombiano (1955).
- El desarrollo económico de Colombia (1955).
- Crédito y Justicia Social (1956).
- Devaluación y moneda (1964).